# Institut coréen de science fondamentale
L'Institut coréen de science fondamentale ( KBSI, en hangeul: 한국기초과학지원연구원 ) est un institut de recherche financé par le gouvernement de la Corée du Sud qui effectue de la recherche scientifique fondamentale, expérimentale et théorique. Le KBSI a été créé en août 1988 en tant qu'institut de recherche sous l'égide du Conseil national de la recherche scientifique et technologique de Corée. Les sièges sociaux sont situés à Daejeon et Cheongju, tandis que neuf centres régionaux sont situés dans huit villes nationales. L'Institut national de recherche sur la fusion est affilié à cet institut.